# Schaakgezelschap Palamedes
Het Schaakgezelschap Palamedes (1846-1946) was een schaakvereniging in de Nederlandse staat Leiden. In haar laatste levensjaar gold zij als de oudste schaakvereniging van Nederland.

## Oorsprong van de naam
De naam Palamedes verwees naar Palamedes, een van de aanvoerders in de Trojaanse Oorlog, die de uitvinder van het schaakspel zou zijn. De oorlog tegen Troje duurde lang. Om de verveling van de soldaten tegen te gaan bedacht Palamedes toen het schaakspel. Het paard zou Odysseus op het idee gebracht hebben om met het paard van Troje de stad in te nemen. Het idee dat Palamedes de uitvinder van het spel zou zijn zat er in de negentiende eeuw zo diep in dat de Franse schaakmeester Louis de la Bourdonnais het eerste schaaktijdschrift ter wereld ook Le Palamede noemde.

## Geschiedenis
De oprichters van schaakgezelschap Palamedes waren Naret Oliphant (die tevens de eerste voorzitter werd), Daniël Mounier, Bartholomeus Fornara en Cornelis van Immerseel Mounier. De eerste drie waren allen apothekers en de vierde was een boekhandelaar.
Palamedes was een elitaire club die vooral bestond uit apothekers, medici en militairen. De vereniging had zelfs een knecht in dienst om de zaal in gereedheid te brengen. Het lidmaatschap kostte aanvankelijk tien gulden per jaar, maar werd een jaar na de oprichting gehalveerd omdat aanwas op zich liet wachten. Afgezien van het geld, kwam je als nieuw lid niet zonder meer binnen. Kandidaat-leden werden beoordeeld door een ballotagecommissie.
De leden waren gebonden aan vele regels en boeteclausules. De boetes varieerden van tien cent voor de beschadiging van een boek tot een gulden voor het introduceren van een lid dat niet kon schaken. Of zelfs drie gulden voor iemand die werd gekozen als bestuurslid, maar de functie niet wenste te aanvaarden. Ook de bestuursleden moesten aan velerlei taken voldoen op straffe van allerlei boetes. Naarmate de tijd vorderde, werden sommige regels aangepast, maar ook nieuwe toegevoegd. Zo werd er enkele jaren na de oprichting een boete van 15 cent geheven op zingen of fluiten op de schaakavonden. Dat de ballotagecommissie het onderling niet altijd eens was, blijkt uit de aanmelding van Hoogvliet, Commissaris van Politie. Toen hij hoorde niet met algemene stemmen door de ballotage te zijn gekomen, weigerde hij het lidmaatschap. Dat kon echter niet zomaar en de penningmeester maande hem tot betaling omdat hij immers als lid was toegelaten, ook al was dat niet met algemene stemmen.
Voorzitter Oliphant stond bekend als een wat autoritaire en moeilijke man. Er was waarschijnlijk een conflict tussen hem en de medeoprichters dat ertoe heeft geleid dat hij in 1862 als enige van de oprichters overgebleven was.
Hij was toen 81 jaar en werd hij gesteund door zijn zoon Charles die geleidelijk aan meer en meer het bestuur op zich nam. Ene heer Domis wordt de nieuwe secretaris. Het nieuwe bestuur had andere inzichten en daarmee werden wetten aangepast en boetes afgeschaft. Bestuursleden konden niet meer oneindig worden herkozen.
Een bijna jaarlijks terugkerend fenomeen was het souper na afloop van een schaakbijeenkomst, op kosten van de vereniging. Altijd was er "een goed glas wijn en een fijne sigaar". Het liep altijd uit op toasten, toespraken, aanbiedingen van huldeblijken en de mooiste voornemens.

## Ledenaantallen
Het ledenaantal van Palamedes varieerde maar was nimmer groot. Na de oprichting klom het aantal snel van 15 naar 30, maar daarna zakte het weer naar de oorspronkelijke 15. Na een kortstondige opleving, mogelijk door het nieuwe beleid in 1862, bereikte het aantal leden zijn hoogtepunt met 32 in 1866. Daarna was er een definitieve daling tot nog maar 7 leden omstreeks 1900. In 1893 kwam men nog maar eens per 14 dagen bijeen, onder meer omdat de afdeling Leiden van de Nederlandse Schaakbond, waarvan de meeste leden van Palamedes ook lid waren, maandelijks een bijeenkomst had.
In 1895 werd vanuit deze afdeling Leiden een nieuwe schaakvereniging opgericht, de Leidsch Schaakgenootschap (LSG). In reactie daarop kwam Palamedes weer wekelijks bijeen. LSG was een gemêleerde vereniging met studenten, officieren en ambachtslieden, die ook nog eens meer gericht was op wedstrijdschaak dan op het recreatieschaak bij Palamedes. Palamedes' hoofdrol als schaakvereniging in Leiden kwam daarmee op zijn eind. Het ledental bleef desalniettemin tussen de vijf en vijftien schommelen. In 1921 werd het 75-jarig bestaan gevierd en in 1946 werd het eeuwfeest gevierd van wat toen de oudste schaakclub van Nederland was.
Toen er daarna nog maar twee leden over waren is de vereniging van het toneel verdwenen.

## Ereleden
- 1902: Suze Splinter. Met haar lidmaatschap in 1900 was zij de eerste vrouw in Nederland die tot een mannenschaakvereniging toetrad. Zij werd er vicepresidente.[4][5]
- Rudolf Loman, Arnold van Foreest, Norman van Lennep.[6]
- Arnoldus van Rhijn, voor zijn langdurige verdiensten, mede als voorzitter van het gezelschap.

## Varia
Palamedes was een populaire naam voor verenigingen in de schaakwereld. In het negentiende-eeuwse Nederland alleen al waren er ten minste negen schaakverenigingen met deze naam:
| Plaats     | Jaren      | Opmerking                                                                       |
| ---------- | ---------- | ------------------------------------------------------------------------------- |
| Leiden     | 1846-1946  | Ookwel "Schaakgezelschap Palamedes"                                             |
| Sneek      | 1853<-1869 |                                                                                 |
| Leiden     | 1870-1872  | Studentenschaakvereniging Palamedes Gefuseerd met het Leidse Morphy (1863-1905) |
| Utrecht    | 1846-1851  |                                                                                 |
| Gouda      | 1870-1886  | Naamsverandering in 1886 naar Messemaker                                        |
| Kampen     | 1871-1873  |                                                                                 |
| Delft      | 1848-1851  |                                                                                 |
| Den Haag   | 1834-1834  |                                                                                 |
| Wormerveer | 1881-1895  |                                                                                 |